# 大連歌舞団
大連歌舞団（だいれんかぶだん、簡体字:大连歌舞团）は、中華人民共和国遼寧省大連市に本部を持つ歌舞団。

## 概要
大連歌舞団は1953年6月に設立された歌舞団。第6回世界青年連歓節で舞踊『花鼓舞』で金賞を受賞。団員の海外での公演にも力を入れており、中国芸術団・遼寧芸術団・中国青年舞踏家芸術団らと共に、過去ソビエト連邦、モンゴル人民共和国の他、ベネズエラ、スーダン、北朝鮮、ユーゴスラビア、ルーマニア、パキスタン、カナダ、アメリカ合衆国、南アフリカ、オランダ、シンガポール、日本、韓国、タイ等で公演を行っている。

## 所在地
- 住所：遼寧省大連市西崗区東北路161号
- 電話：041182484844

大連市文物管理委員会と同じ敷地内にある。